# Feuerkrieg Division
La Feuerkrieg Division (FKD, en français : « Division guerre de feu ») est une organisation terroriste néonazie, accélérationniste et suprémaciste blanche fondée en octobre 2018 par un adolescent estonien de 13 ans connu sous le pseudonyme « Commander ». La FKD annonce sa dissolution en mars 2022 et appelle ses membres à rejoindre la Division Atomwaffen (AWD).
Elle prône la violence pour déclencher une guerre raciale et établir un ethno-État blanc. Plusieurs de ses membres ont été arrêtés pour planification d'attentats terroristes contre des synagogues, des lieux LGBT et d'autres cibles.
Malgré sa petite taille (moins de 100 membres à son apogée), la FKD développe un réseau transnational présent dans une douzaine de pays, particulièrement dans les États baltes. Elle est officiellement désignée comme organisation terroriste au Royaume-Uni, en Australie, au Canada et au Danemark.

## Historique
La Feuerkrieg Division est fondée en octobre 2018 par un adolescent estonien de 13 ans connu sous le pseudonyme « Commander ». En tant que fondateur, Commander est responsable du recrutement et de la sélection des nouveaux membres. Il partage des instructions pour fabriquer des bombes, exprime son souhait de voir un attentat à Londres et propose d'organiser des camps d'entraînement militaire pour commémorer le 100e anniversaire du NSDAP.
Le groupe partage des membres avec La Base et la Division Atomwaffen et se présente comme une ramification de la Division Atomwaffen. Cependant, la FKD est indépendante de l'AWD et Commander refuse une proposition de fusion en août 2019. Initialement présent sur Gab, le groupe migre vers Telegram en 2019, ce qui lui permet d'améliorer son recrutement. Bien qu'initialement focalisé sur l'Europe centrale et orientale, le groupe s'étend rapidement à l'échelle internationale, notamment en Amérique du Nord.
En janvier 2020, la police estonienne intervient contre Commander, mais ne peut le poursuivre pénalement en raison du système juridique estonien qui ne permet pas de poursuivre les mineurs pour des crimes. L'américain Taylor Parker-Dipeppe, également membre de la Division Atomwaffen, prend la direction de l'organisation à la suite de cette intervention. Parker Dipeppe est arrêté le mois suivant, ce qui mène le groupe à annoncer sa dissolution. Plusieurs membres de la FKD migrent vers d'autres groupes,.
L'organisation réapparaît sur Telegram en mai 2021. L'organisation a depuis renforcé sa présence dans les pays baltes et a développé des liens avec InJekt Division, un groupe néonazi américain. Elle participe à la création de deux coalitions accélérationnistes, le United Acceleration Front et la National Socialist Coalition. En mars 2022, la FKD annonce à nouveau sa dissolution, justifiant cette décision par l'arrestation de plusieurs de ses membres et la prolifération de groupes imitateurs. Elle encourage ses membres à rejoindre le National Socialist Order, successeur de l'AWD.

## Activités
Bien que ses activités soient principalement en ligne, où s'effectue l'essentiel du recrutement, le groupe mène également des campagnes de tractage et plusieurs de ses membres sont impliqués dans des projets d'attentats terroristes en Amérique du Nord et en Europe.
La Feuerkrieg Division diffuse sa propagande néofasciste accélérationniste via Internet ainsi que par des affiches et tracts. Son matériel de propagande comprend des vidéos, images et textes caractérisés par une iconographie néonazie : svastika, soleil noir, Totenkopf, runes SS et le nombre 88. Les membres sont souvent photographiés faisant le salut nazi le visage masqué par un Totenkopf et sont encouragés à diffuser des affiches comportant des messages antisémites violents ainsi que les coordonnées du groupe. La FKD recrute également via des plateformes de jeux vidéo et cible particulièrement les adolescents dans ses efforts de recrutement.

## Affaires judiciaires
En juillet 2019, le chef de la cellule britannique est arrêté, suspecté de chercher à construire des armes. En février 2021, il est condamné à une ordonnance de réhabilitation de deux ans après avoir admis douze infractions terroristes, dont le recrutement pour la FKD. Âgé de seulement 13 ans lors de son arrestation, il devient la plus jeune personne condamnée pour des activités terroristes au Royaume-Uni.
Conor Climo, membre de la FKD, est arrêté en août 2019 pour un projet d'attentats contre une synagogue et un bar LGBT à Las Vegas,.
Jarrett William Smith, un soldat américain, est arrêté en septembre 2019 pour avoir distribué du matériel de fabrication de bombes et planifié des attentats contre CNN et un homme politique,.
Le même mois, un membre britannique de 16 ans est arrêté pour un projet d'incendie criminel visant des synagogues. Il est reconnu coupable de tentative d'attentat terroriste en octobre 2020.
En octobre 2019, un membre lituanien rate un attentat à la bombe contre des bureaux de Western Union à Vilnius,.
Début 2020, des membres planifient en ligne des actions avec d'autres organisations contre des lieux de culte juifs en Croatie.
En février 2020, le chef de la cellule allemande de la FKD est arrêté pour avoir planifié une attaque contre un lieu de culte,. Il est condamné à deux ans de prison en décembre 2020.
En novembre 2022, un adolescent danois de 15 ans est arrêté et inculpé pour son appartenance à cette organisation. En mai 2023, la justice danoise le reconnaît coupable d'appartenance à un groupe terroriste et de tentative de recrutement. Il fait appel de la décision.
En mars 2023, l'américain Nicholas Welker, un dirigeant présumé de la Feuerkrieg Division, est arrêté par le FBI pour avoir menacé de mort un journaliste qui enquêtait sur l'organisation. Il plaide coupable en septembre 2023.
En mai 2023, la direction de la protection de l'État et du renseignement (en) perquisitionne trois adresses à Vienne et découvre des armes, des munitions et des objets nazis appartenant à un autrichien de 20 ans, membre de la Feuerkrieg Division depuis 2020. En juillet 2024, il est condamné à deux ans de prison, dont huit mois fermes, pour promotion de l'idéologie nazie, appartenance à une organisation criminelle, incitation à la haine et incitation à des actes criminels,.

## Statut légal
Le groupe est interdit et désigné comme organisation terroriste au Royaume-Uni, en Australie, au Canada et au Danemark.

## Idéologie

James Mason.

La FKD est d'idéologie néonazie, accélérationniste et suprémaciste blanche. Son idéologie s'inspire principalement des écrits de James Mason, notamment son ouvrage Siege, ainsi que de figures comme Adolf Hitler. Le fondateur de la FKD a découvert les textes de Mason via le forum en ligne Iron March.
Plusieurs membres sont adeptes de l'Ordre des neuf angles et leur propagande inclut parfois son iconographie. Certains membres adhèrent également au hitlérisme ésotérique, une doctrine développée par Savitri Devi qui considère Hitler comme une incarnation du dieu hindou Vishnou.
La FKD encourage ouvertement ses membres à commettre des actes de violence de masse, célèbre des auteurs d'attentats comme des « saints » et critique les autres groupes d'extrême droite qu'ils jugent trop modérés. Le groupe prône la violence dans le but de déclencher une guerre raciale et d'établir un ethno-État blanc dans lequel les habitants devront se débrouiller seuls après l'effondrement de la société. Il promeut le djihad blanc.
Le fondateur établit une hiérarchie des cibles considérées comme ennemies, plaçant en priorité les policiers, les personnalités politiques et les « traîtres à la race », suivis par les Juifs, puis diverses catégories politiques (libertariens, conservateurs, communistes, libéraux), ainsi que les furries et enfin différentes minorités (personnes noires, homosexuelles et transgenres).
Le groupe affirme que la société serait « contrôlée par les Juifs » et promeut l'idée qu'une « élite juive » utiliserait différents groupes, dont les féministes et les personnes LGBT+, pour « détruire la civilisation occidentale et le peuple européen ».
Durant la pandémie de Covid-19, des membres du groupe incitent leurs partisans à propager le virus parmi les populations noires et juives.

## Structure et composition
La Feuerkrieg Division fait partie d'un réseau transnational néofasciste accélérationniste développé à partir du forum en ligne Iron March, aux côtés d'autres groupes comme la Division Atomwaffen et La Base.
Elle compte moins de 100 membres à son apogée en 2018-2019, majoritairement des jeunes. Bien que l'âge minimum de recrutement établi par la FKD soit de 16 ans, son fondateur lui-même n'avait que 13 ans. Elle est active dans plus de douze pays avec une forte présence dans les États baltes. Son réseau s'étend également en Europe occidentale et méridionale, où des actions de propagande, principalement sous forme d'affichage, sont attestées.